# القوات الخاصة الليبية
القوات الخاصة الليبية هي قسم القوات الخاصة بالقوات المسلحة الليبية وتأسست العام 1970م.
تأسست القوات الخاصة الليبية في مدينة بنغازي بأمر من الملازم عبد الفتاح يونس حيث جُلبت أطقم من المعلمين من مصر. أسست بعده مدرسة الصاعقة والمظلات وبدأت في إعداد كوادر القوات الخاصة الأولى ومن ثم بعد ذلك تأسس المقر العام وتلاه تأسيس الكتائب العسكرية الرئيسية وحسب الترتيب: (ك 219 طرابلس العجيلات / ك 221 درنة بنغازى / ك 236 بنغازي / ك 223 طرابلس ومهمتها كانت حماية مطار طرابلس العالمى / ك 297 بنغازي / ك 264 مصراتة / ك 374 سبها / ك 647 / ك مدفعية بنغازي / مركز التدريب / شعبة الإمداد بالجو بنغازي / ثانوية الصاعقة بنغازي / مدرسة ضباط الصف ببنغازى).واعتبرت شعبة الإمداد بالجو وحدة مميزة في القوات الخاصة الليبية بين مثيلاتها بين القوات الخاصة في العالم.
قامت القوات الخاصة الليبية بتدريب أفراد من أغلب وحدات القوات المسلحة في مجال تخصصها من دورات صاعقة ومظلات وعمليات خاصة وحماية شخصيات مهمة، كما قامت بتدريب العديد من كوادر القوات الخاصة في عدد من الدول.

## خلالثورة 17 فبراير
في فبراير 2011، أعلن عبد الفتاح يونس وزير الداخلية وقائد القوات الخاصة الليبية، أنه سيكون في خدمة الثورة الشعبية على القذافي، كما أعلن نائبه خليفة المسماري أنه انضم للثوار هو وكل القوات الخاصة بالجيش الليبي، ونفى تصريحات بأن بعض المسئولين بالجيش والشرطة ينضمون للاحتجاجات بعد اختطافهم وإجبارهم.
في يوم 15 فبراير 2011 ثار مواطنون ليبيون ضد نظام حكم العقيد معمر القذافي وكانت بداية تلك الثورة في بنغازي وسقط العديد من القتلى أمام كتيبة الفضيل بوعمر العسكرية. وفي يوم 19 فبراير 2011 أعلنت القوات الخاصة الليبية «فرع مدينة بنغازي» عن انشقاقها رسميا بقيادة اللواء عبد الفتاح يونس العبيدي عن نظام القذافي، وفي نفس اليوم هاجمت القوات الخاصة الكتيبة وحررتها في يوم 20 فبراير. وكانت هذه أول عمليات التي قامت القوات الخاصة بعد قيام الثورة الليبية.
في يوم الجمعة 16 مايو 2014 حصلت اشتباكات بين القوات الخاصة بقيادة ونيس بوخمادة ومع المليشيات المسلحة وأبرزها ميليشيا أنصار الشريعة وميليشيا 17 فبراير حيث تُتهم تلك الميليشيات بالوقوف وراء عمليات إرهابية واغتيالات في مدينة بنغازي .
وقامت القوات الخاصة بالعديد من المداهمات واشتركت في عدة معارك في بنغازي، كما تعرض المعسكر الرئيسي للقوات الخاصة في بنغازي للعديد من التفجيرات الانتحارية.